# Gerhard Wandschneider

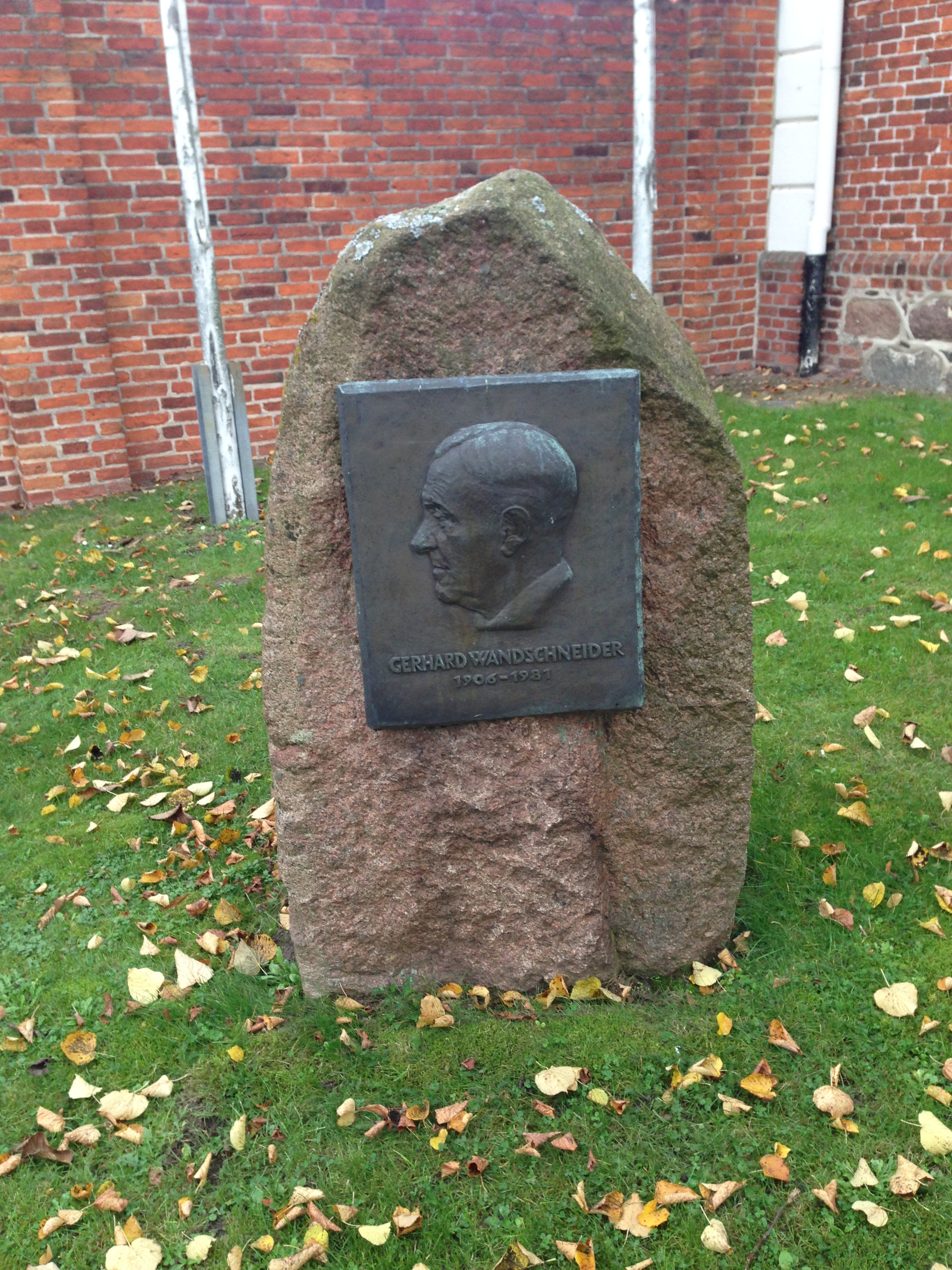
Denkmal für Gerhard Wandschneider auf dem Domhof Ratzeburg

Gerhard Wandschneider (* 29. September 1906 in Christinenhof; † 27. August 1981 in Ratzeburg) war ein deutscher Jurist und Kommunalpolitiker.

## Leben
Wandschneider, Sohn eine Gutspächters, studierte nach dem Besuch der Dorfschule in Christinenhof und des Realgymnasiums in Malchin Rechts- und Staatswissenschaften an den Universitäten in München und Rostock. Während seines Studiums wurde er 1925 Mitglied der Burschenschaft Alemannia München.
Er trat zunächst den mecklenburgischen Verwaltungsdienst ein und wurde 1935 Bürgermeister von Burg Stargard. Wandschneider trat 1937 in die NSDAP ein. Er war von 1941 bis 1945 kommissarischer Landrat des Landkreises Wismar.
Nach der Flucht aus der Sowjetischen Besatzungszone 1945 kam er zunächst nach Meldorf. 1948 wurde er zum ersten hauptamtlichen Geschäftsführer des Schleswig-Holsteinischen Gemeindetages bestellt und führte dieses Amt bis Mitte 1950. Wandschneider wurde von 1950 bis 1969 parteiloser Landrat des Kreises Herzogtum Lauenburg. Wandschneider wurde 1954 wegen seiner kommunalpolitischen Kontakte zu den Nachbarkreisen Gadebusch und Hagenow in der DDR und zum Kreis Rostock-Land bundesweit bekannt. Mit dem Kreis Hagenow in der Unterhaltung der Grenzgewässer Boize und Delvenau zusammengearbeitet. Der Bundesminister für gesamtdeutsche Fragen Jakob Kaiser hatte bereits einen Erlass zum Umgang mit ostdeutschen Kommunalpolitikern veröffentlicht, weil er durch solche Besuche ostdeutscher Kommunalpolitiker in der Bundesrepublik eine Unterminierung des Freiheitskampfes der Menschen in der DDR befürchtete. Der Innenminister des Bundeslandes Schleswig-Holstein Paul Pagel als zuständige Kommunalaufsicht Wandschneiders untersagte Kontakte auf kommunaler Ebene gänzlich und der Ministerpräsident des Landes Kai-Uwe von Hassel bestellte Wandschneider nach Abreise der Rostocker Delegation zur Berichterstattung nach Kiel ein. Wandschneider pflegte die Innerdeutschen Beziehungen während seiner gesamten Amtszeit als Landrat. Er regte auch die Gründung des Fremdenverkehrsverbandes Alte Salzstraße an.
Im Ruhestand wurde Wandschneider 1970 Mitglied der CDU und als Gründungsmitglied der Landsmannschaft Mecklenburg (1951) mit Gründung 1973 bis zu seinem Tod Vorsitzender des Stiftungsrates der Stiftung Mecklenburg in Ratzeburg. Er war bis September 1974 stellvertretender Vorsitzender des Verwaltungsrates der Landesbank Schleswig-Holstein. Er war 1952 beteiligt an der Gründung des Ratzeburger Ruder-Clubs als Grundvoraussetzung der 1966 entstandenen Ruderakademie Ratzeburg.
Auf dem Domhof wurde ihm vor dem Herrenhaus der Herzöge von Mecklenburg, dem heutigen Kreismuseum, ein Denkstein mit seinem Relief der Berliner Bildhauerin Gertrud Bergmann (1910–1985) errichtet.

## Auszeichnungen (Auswahl)
- 1958: Freiherr-vom-Stein-Medaille (Schleswig-Holstein)
- 1962: Ehrenzeichen des Deutschen Roten Kreuzes
- 1966: Feuerwehr-Ehrenkreuz, 1. Stufe
- 1974: Dr.-Johann-Christian-Eberle-Medaille
- 1974: Großes Bundesverdienstkreuz

## Schriften
- Gemeindeordnung für Schleswig-Holstein: Textausgabe, 1950
- Ein Pfahl im Fleische Deutschlands in: Zeitschrift für Geopolitik in Gemeinschaft und Politik, Heidelberg : Inst, ZDB-ID 11048505. Band 2 (1956) 10, S. 43–51